# Doce duetos para dos trompas (Mozart)
Los Doce duetos para dos trompas en Do mayor KV 487 (KV 496a) es una obra compuesta por Wolfgang Amadeus Mozart en 1786. La obra fue publicada para diferentes combinaciones de instrumentos. 

## Historia
Según John Palmer, posiblemente los doce dúos de Mozart fueron compuestos para instrumentistas cercanos a la familia Jacquin y se inspiró en el cornista Joseph Leutgeb.
En 1786, Mozart finalizó los dúos. Palmer también indica que los duetos tienen innovaciones técnicas por el tipo de intervalos que usó Mozart, los cuales no son sencillos para el instrumento, así como la necesidad de que el intérprete introdujera la mano dentro de la campana.
En una edición posterior, realizada por McGinnis y Marx, se reivindica que los duetos fueron escritos originalmente para dos cornos franceses, pues habían sido publicados para diferentes instrumentos.

## Estructura
Ward señala que los movimientos son pequeños y encantadores, y contienen pasajes virtuosos en los que se resaltan ambos instrumentos. El segundo corno suele tener notas más graves. Los movimientos o partes son las siguientes:
- No. 1. Allegro
- No. 2. Minueto & Trio. Allegretto
- No. 3. Andante
- No. 4. Polonesa
- No. 5. Larghetto
- No. 6. Minueto & Trio
- No. 7. Adagio
- No. 8. Allegro
- No. 9. Minueto & Trio
- No. 10. Andante
- No. 11. Minueto & Trio
- No. 12. Allegro